# Haz conmigo lo que quieras
Pour plus de détails, voir Fiche technique et Distribution.
Haz conmigo lo que quieras est un film espagnol réalisé par Ramón de España, sorti en 2003.

## Synopsis
Néstor, un boulanger, vient de perdre sa femme. Sa femme de ménage lui demande d'embaucher sa fille, Maribel, comme vendeuse. Il en tombe amoureux. Maribel, avec l'aide de son petit ami Manolo, va essayer d'en tirer avantage.

## Fiche technique
- Titre : Haz conmigo lo que quieras
- Réalisation : Ramón de España
- Scénario : Ramón de España
- Musique : Alfonso de Vilallonga
- Photographie : David Omedes
- Montage : José Salcedo
- Production : Juan Alexander
- Société de production : Canal 9 Televisió Valenciana, Canal Sur Televisión, Canal+ España, Euskal Irrati Telebista, Star Line TV Productions, TeleMadrid et Televisió de Catalunya
- Pays :  Espagne
- Genre : Comédie dramatique
- Durée : 98 minutes
- Dates de sortie : 
  -  Espagne : 27 avril 2003 (festival du cinéma espagnol de Malaga), 13 février 2004

## Distribution
- Íngrid Rubio : Maribel
- Alberto San Juan : Manolo
- Emilio Gutiérrez Caba : Néstor
- Manuel Manquiña : Beni
- Chusa Barbero : Ángela
- Ágata Lys : Pastora
- Javivi : Anselmo
- Bea Segura : Nuria
- Josep Julien : Oriol
- Carme Elías : Eutimia
- Carles Flavià : Borja

## Distinctions
Le film a été nommé au prix Goya du meilleur nouveau réalisateur.